# Thuidium perbyssaceum
Thuidium perbyssaceum là một loài rêu trong họ Thuidiaceae. Loài này được Müll. Hal. ex Broth. mô tả khoa học đầu tiên năm 1897.
Danh pháp khoa học của loài này chưa được làm sáng tỏ. 